# Enfield poltergeist
Enfield poltergeist kallas en period av påstådda poltergeistaktiviteter i norra London under 1977/1978.

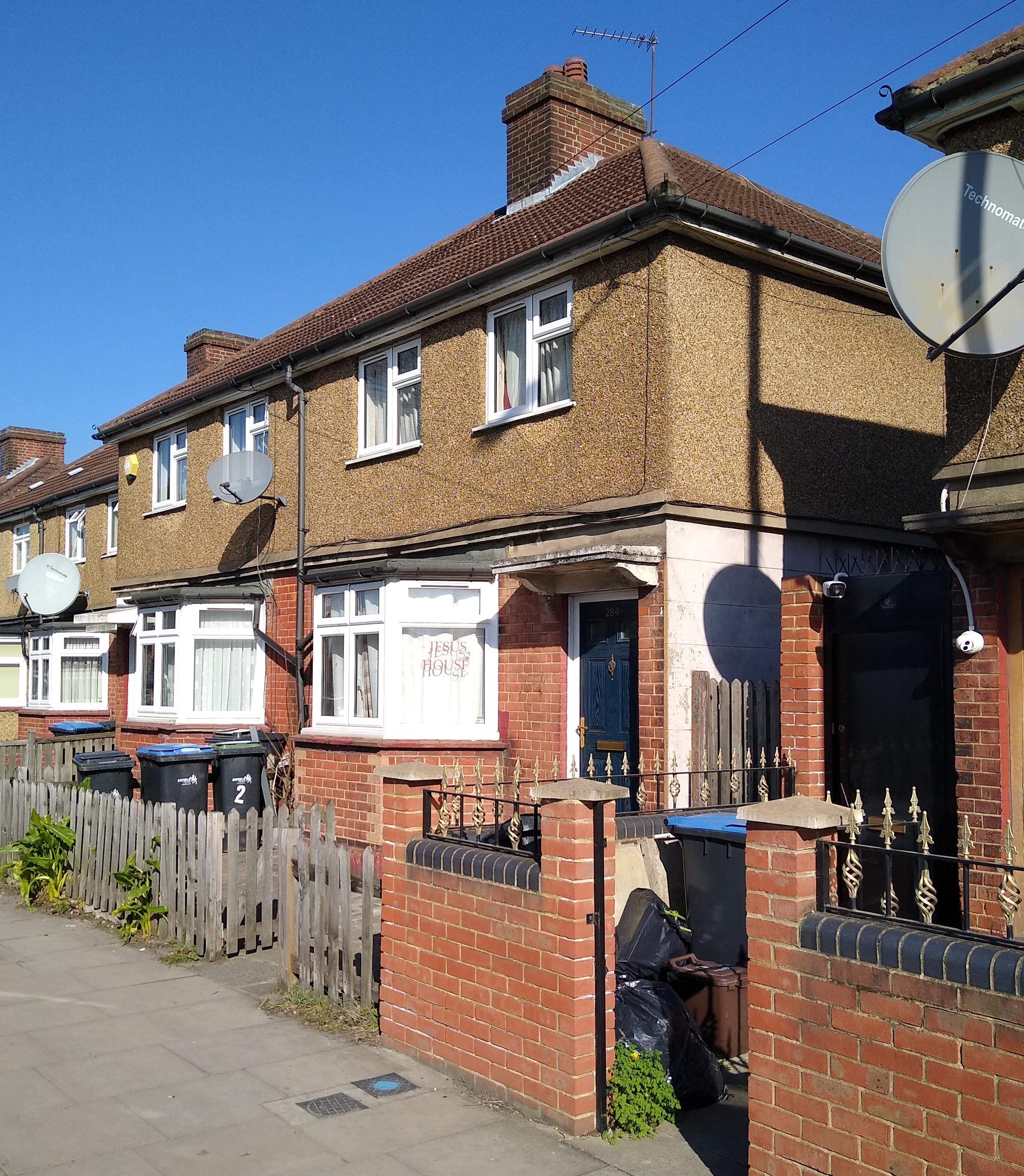
284 Green Street, påstått hem för Enfield poltergeist

Enfield poltergeist var ett påstående om övernaturlig aktivitet på 284 Green Street, ett kommunalt hus i Brimsdown, Enfield Town, London, England, Storbritannien, mellan 1977 och 1979. Den påstådda poltergeistaktiviteten kretsade kring systrarna Janet (11) och Margaret Hodgson (13).
Aktiviteterna ägde rum hemma hos den ensamstående mamman Peggy Hodgson. I början förekom det att möbler flyttades av sig själva och mystiska knackningar hördes i väggarna. En poltergeist, även känd som "bullerande", ett sorts spöke som oftast för oväsen och slänger med möbler, men en poltergeist kan även skada de människorna som hemsöks.
Vissa medlemmar av Society for Psychical Research (SPR), som uppfinnaren Maurice Grosse och författaren Guy Lyon Playfair, trodde att spöket var äkta, medan andra som Anita Gregory och John Beloff var "oövertygade" och hittade bevis som flickorna hade fejkat incidenter till förmån för journalister. Medlemmar av Committee for Skeptical Inquiry (CSICOP), inklusive scenmagiker som Milbourne Christopher och Joe Nickell, kritiserade paranormala utredare för att vara godtrogna samtidigt som de ansåg att delar av fallet som tydde på en bluff.
Berättelsen fick pressbevakning i brittiska tidningar, har nämnts i böcker, presenterats i TV- och radiodokumentärer   och dramatiserats i 2016 års skräckfilm The Conjuring 2.
Den 27 oktober 2023 hade en dokumentärserie vid namn The Enfield Poltergeist premiär på Apple TV+. Serien använder sig till stor del av originalinspelningar från utredningen.

## Påståenden
I augusti 1977 ringde ensamföräldern Peggy Hodgson till Metropolitanpolisen från sin hyresbostad på 284 Green Street i Enfield, London, och hävdade att hon hade sett möbler röra sig och att två av hennes fyra barn hade hört knackande ljud på väggarna. Barnen var Janet, 11 år, och Margaret, 13 år. En poliskonstapel rapporterade att hon bevittnade en stol som "vacklade och glider" men "inte kunde fastställa orsaken till rörelsen." Senare påståenden inkluderade okroppsliga röster, högt ljud, utslängda leksaker, välta stolar och barn som svävar.
Under en period av arton månader sa mer än trettio personer, inklusive Hodgsons grannar, paranormala utredare och journalister, att de på olika sätt såg tunga möbler röra sig av sig själva, föremål som kastades över ett rum och systrarna verkade sväva flera fot bort. Många hörde och spelade in knackande ljud och en sträv röst. Berättelsen fanns regelbundet med i tidningen Daily Mirror, tills rapporterna tog slut 1979.

## Utredningar

### Paranormalt
Society for Psychical Research (SPR) medlemmar Maurice Grosse och Guy Lyon Playfair rapporterade "nyfikna visslande och skällande ljud som kommer från Janets allmänna riktning." Även om Playfair hävdade att den paranormala aktiviteten var äkta och skrev i sin senare bok This House Is Haunted: The True Story of a Poltergeist (1980) att en "enhet" var skyldig till störningarna i Enfield, tvivlade han ofta på barnens sanning och undrade om de spelade trick och överdrev. Ändå trodde Grosse och Playfair att även om en del av den påstådda poltergeistaktiviteten förfalskades av flickorna, så var andra incidenter äkta. Andra paranormala utredare som studerade fallet inkluderade de amerikanska demonologerna Ed och Lorraine Warren, som besökte Enfield-huset 1978 och var övertygade om att händelserna hade en övernaturlig förklaring.
Enligt Playfair visade en av Janets röster, som hon kallade "Bill", en "vana att plötsligt byta ämne – det var en vana som Janet också hade". När Janet och Margaret erkände "skämt" till journalister, tvingade Grosse och Playfair flickorna att dra tillbaka sina erkännanden.
Den psykologiska forskaren Renée Haynes noterade att tvivel väcktes om den påstådda poltergeiströsten vid SPR-konferensen i Cambridge 1978, där videokassetter från Enfield undersöktes. SPR-utredaren Anita Gregory sa att fallet Enfield hade "överskattats", karakteriserade flera episoder av flickornas beteende som "misstänkta" och spekulerade i att tjejerna hade "iscensatt" några incidenter till förmån för journalister som letade efter en sensationell berättelse. John Beloff, en tidigare president för SPR, undersökte och föreslog att Janet utövade buktalande. Både Beloff och Gregory kom till slutsatsen att Janet och Margaret spelade utredarna ett spratt.

### Övrigt
Milbourne Christopher, en amerikansk scenmagiker, undersökte kort händelserna i Enfield, och misslyckades med att observera något som kunde kallas paranormalt. Han var bestört över vad han kände var misstänkt aktivitet från Janets sida, och drog senare slutsatsen att "poltergeisten inte var något annat än en liten flickas upptåg som ville ställa till med problem och som var väldigt, en väldigt smart" buktalare. Ray Alan besökte huset och drog slutsatsen att Janets manliga röster helt enkelt var sångtrick.

## Skeptiska tolkningar

### Kritik mot utredningar
Skeptikern Joe Nickell från den USA-baserade Committee for the Scientific Investigation of Claims of the Paranormal (CSICOP) undersökte resultaten av paranormala utredare och kritiserade dem för att vara alltför godtrogna; när en förment kroppslös demonisk röst hördes, noterade Playfair att "som alltid Janets läppar knappt verkade röra sig." Han uppger att en fjärrstyrd stillbildskamera – fotografen var inte närvarande i rummet med tjejerna – tidsinställd för att ta en bild var femtonde sekund visades av utredaren Melvin Harris för att avslöja flickornas "skämt". Han hävdar att ett foto som påstås föreställa Janet svävande faktiskt visar att hon studsar från sängen som om det vore en studsmatta. Harris kallade bilderna exempel på vanlig "gymnastik" och sa: "Det är värt att komma ihåg att Janet var en idrottsmästare i skolan!"
Nickell påpekade att ett fel på bandspelaren som Grosse tillskrev övernaturlig aktivitet och som SPR-president David Fontana beskrev som en händelse "som verkade trotsa mekanikens lagar" var ett märkligt stopp som inträffade med en äldre modell av rullbandspelare. Han sa också att Ed Warren var "ökänd för att överdriva och till och med hitta på incidenter i sådana fall, och ofta förvandla ett "spökande" fall till ett "demoniskt innehav."
2015 kommenterade Deborah Hyde att det inte fanns några solida bevis för Enfields poltergeist: "Det första att notera, är att händelserna inte inträffade under kontrollerade omständigheter. Människor ser ofta vad de förväntar sig att se, deras sinnen är organiserade och formade genom sina tidigare erfarenheter och övertygelser."

### Svar på påståenden
Som "trollkarl med erfarenhet av trickets dynamik" undersökte Nickell Playfairs konto såväl som samtida pressklipp. Han noterade att den förmodade poltergeisten "ville agera bara när den inte sågs" och drog slutsatsen att incidenterna bäst förklarades som barns spratt.
Även om Grosse gjorde bandinspelningar av Janet och trodde att inget knep var inblandat, sa trollkarlen Bob Couttie: "Han gjorde några av inspelningarna tillgängliga för mig och efter att ha lyssnat på dem mycket noggrant kom jag till slutsatsen att det inte fanns något i det jag hade hört var bortom förmågan hos en fantasifull tonåring." Alla inspelningar har katalogiserats och digitaliserats av SPR, och en bok med deras innehåll, The Enfield Poltergeist Tapes: White Crow, producerades av Dr. Melvyn Willin 2019.
En artikel från 2016 av psykologiprofessorn Chris French i tidskriften Time Out beskrev fem skäl till varför han trodde att fallet var en bluff. Hans skäl är: 
- De två systrarna inblandade erkände att de hade bluffat en del av verksamheten
- Fotot av Janet som svävar ovanför sin säng kan lika gärna förklaras som att Janet hoppar
- En gammal mans "ande" som förmodas besatt Janet var mycket intresserad av menstruation
- Ögonvittnen är notoriskt opålitliga
- Andra skolflickupptåg före och efter har gått över styr

## I populärkulturen
- Den 26 december 1978 sände BBC Radio 4 dokumentären The Enfield Poltergeist av BBC-reportern Rosalind Morris. Morris besökte familjen Hodgson vid ett flertal tillfällen för att göra denna dokumentär.[4]
- 1992 sände BBC en kontroversiell mockumentär med titeln Ghostwatch, skriven av Stephen Volk och baserad på Enfield poltergeist.
- I mars 2007 sände Channel 4 en dokumentär om Enfield poltergeist med titeln Interview with a Poltergeist.
- Enfield poltergeist har varit med i avsnitt av ITV-serien Strange but True? och Extreme Ghost Stories.
- Enfield poltergeist var ämnet för TV-serien Sky Living 2015 The Enfield Haunting, som sändes från 4–17 maj 2015.
- Filmen The Conjuring 2 från 2016 är baserad på Ed och Lorraine Warrens utredning av fallet.
- 2018 tog BBC Radio 4-programmet The Reunion, presenterat av Sue MacGregor, upp fallet igen, med intervjuer med vittnen Morris, Richard Grosse och Graham Morris.[8]
- 2023 tillkännagavs en ny pjäs med titeln The Enfield Haunting, med Catherine Tate i huvudrollen, som skulle ha premiär på Theatre Royal, Brighton och Richmond Theatre innan den flyttade till Ambassadors Theatre i London från 30 november 2023 till 2 mars 2024.[9]